# Cryphia trilinea
Cryphia trilinea är en fjärilsart som beskrevs av Bethune-Baker 1894. Cryphia trilinea ingår i släktet Cryphia och familjen nattflyn. Inga underarter finns listade i Catalogue of Life.